# Gerardo Piñeiro Piñeiro
Gerardo Piñeiro Piñeiro, nacido en Cespón (Boiro) y fallecido en Santiago de Compostela el 11 de octubre de 1937, fue militante de la UGT y de la Agrupación Socialista de Boiro (A Coruña).

## Carrera
Agricultor de profesión, nació el 27 de abril de 1917 en la parroquia de San Vicente de Cespón de Boiro, provincia de A Coruña. Estuvo afiliado a las Juventudes Socialistas de Boiro (A Coruña), así como a la UGT y a la Agrupación Socialista de Boiro.
Tras el golpe de Estado de julio de 1936, fue detenido y acusado de participar en la resistencia armada al alzamiento militar, participando en un ataque a una farmacia en Beluso, en la parroquia boirense de Bealo. Ingresó en la prisión de Santiago de Compostela el 24 de agosto de 1936, siendo trasladado a la de A Coruña el 9 de octubre de ese mismo año. Posteriormente, regresó a Santiago de Compostela el 8 de mayo de 1937.
Fue condenado a muerte en el Consejo de Guerra celebrado el 2 de agosto de ese mismo año, y ejecutado en Santiago de Compostela el 11 de octubre de 1937, junto a Ramón Pazos Liñares y David Mariño Ramos.  Días después llegó la carta de absolución.
Actualmente, sus restos reposan en el Cementerio de Boisaca, en Santiago de Compostela.  Fue enterrado con orden expresa de que su nombre no figurara en ninguna lápida. 

## Vida personal
Era hijo único de José Benito Piñeiro Vila y Manuela Piñeiro Piñeiro, y también era el mayor de los hijos. El árbol genealógico lo completan sus hermanas Daria Piñeiro Piñeiro, Josefa Piñeiro Piñeiro, Benigna Piñeiro Piñeiro, Manuela Piñero Piñeiro y Sofía Piñeiro Piñeiro. Se casó con Elisa Cespón Piñeiro con quien tuvo un hijo, Tomás Piñeiro Cespón.
También es tío abuelo de Blas García Piñeiro, activista socialista y actual alcalde del Ayuntamiento de Ames. Hijo de Sofía Piñeiro Piñeiro, hermana menor de Gerardo Piñeiro Piñeiro, y Ramón García Cid. 

## Reconocimientos
El 18 de agosto de 2021, en el Ayuntamiento de Boiro, se celebró un homenaje a la memoria de Gerardo Piñeiro Piñeiro coincidiendo con el Día de la Galicia Mártir, mediante la inscripción de su nombre en el Crómlech situado en la rotonda de Cimadevila, puerta de entrada al municipio. Se trata de un monumento para rendir homenaje a aquellos que fueron represaliados por la dictadura franquista .
En 2023, el Ayuntamiento de Boiro inauguró la Plaza de la Memoria con una exposición al aire libre de paneles que recogen imágenes e información sobre 22 personas que fueron represaliadas por el Franco, entre ellas Gerardo Piñeiro Piñeiro. Los textos fueron escritos por Xosé Deira Triñanes, exalcalde de Boiro, e imágenes recopiladas por Antón Rodríguez Gallardo, historiador de Boiro.